# Dynasy

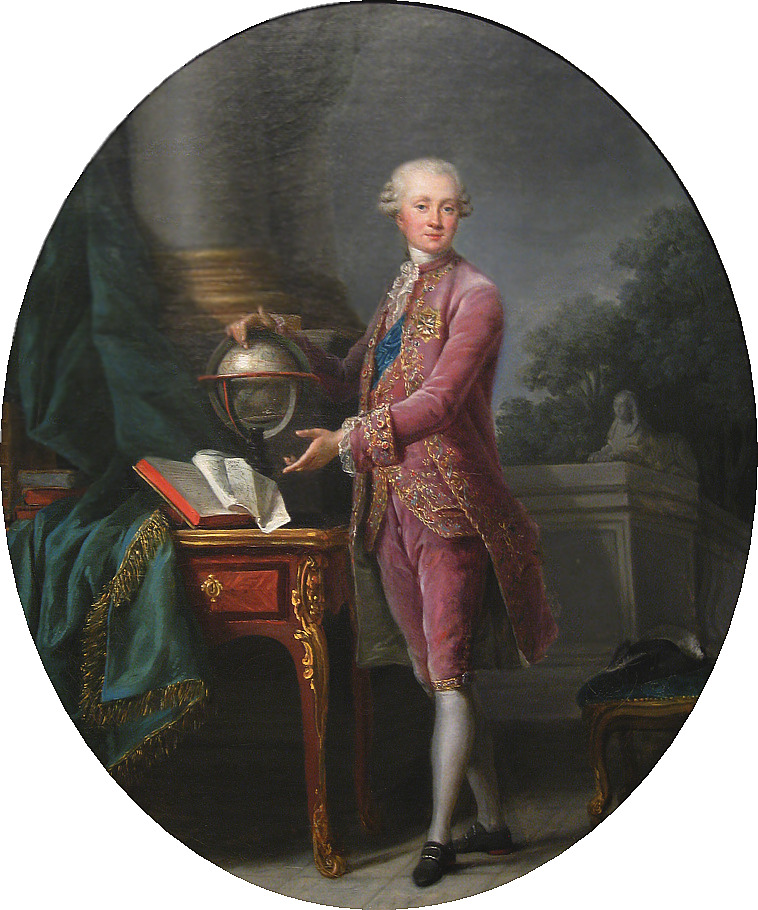
Książę Karol Henryk Mikołaj Otto de Nassau-Siegen

Dynasy – fragment warszawskiego Powiśla, znajdujący się przy skarpie wiślanej.

## Opis
Nazwa pochodzi od nazwiska księcia Karla Otto de Nassau-Siegen, znanego z Pana Tadeusza jako książę Denassów, awanturnika, podróżnika i myśliwego. Pierwszy człon jego nazwiska fonetycznie brzmi: / de naso /, stąd nazwa Dynas. 
W 1780 książę poślubił Karolinę Sanguszkową z domu Gozdzką, właścicielkę posiadłości i pałacu w Warszawie w jurydyce Aleksandria. Modrzewiowy pałac Gozdzkich, wcześniej Lubomirskich, spłonął w roku 1776 lub 1777. Nowo wybudowany pałac spłonął w 1788 i ocalało z niego jedynie południowe skrzydło, zamieszkiwane przez biedotę. Do posiadłości przylgnęły nazwy Góry de Nassau, Góry Dynasowskie oraz Wzgórza Denassowskie.
Kolejny właściciel, hrabia Seweryn Uruski, w połowie XIX wieku postanowił  zorganizować tu centrum handlowe Warszawy – targowisko Sewerynów, lecz konkurencja innych bazarów i targowisk była zbyt silna i przedsięwzięcie splajtowało (budynek zbudowany w latach 1846–1848, proj. Franciszek Maria Lanci, rozebrany w 1937). W 1892 wzniesiono tu w ogrodach popałacowych siedzibę Warszawskiego Towarzystwa Cyklistów według projektu Stefana Szyllera, a obok, poniżej skarpy, urządzono tor kolarski.
W 1896 r. architekt Karol Kozłowski wzniósł tu przy ul. Oboźnej kilkupiętrową rotundę, mieszczącą panoramy malarskie Panorama Tatr Stanisława Janowskiego (wystawa przyniosła straty). W 1913 w budynku rotundy otwarto teatr. W 1937 skończyła się umowa dzierżawy i od tego czasu teren toru kolarskiego był zabudowywany budynkami mieszkalnymi.
W 1937 r. budynek rotundy został gruntownie przebudowany przez spółkę Chevrolet z przeznaczeniem na nowoczesny garaż z wjazdem po pochylni, warsztaty samochodowe i stację benzynową według projektu Juliusza Żakowskiego i Zasława Malickiego.
W czasie II wojny światowej zabudowa Dynasów uległa zniszczeniu. Z rotundy zostały ruiny przyziemia. Ślad po dawnych Dynasach stanowi współcześnie ulica Dynasy, wytyczona na początku XX wieku.

## Galeria

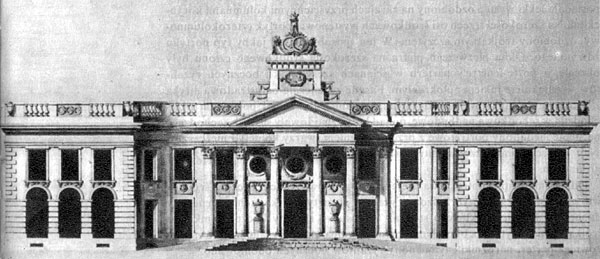
Pałac Gozdzkich - de Nassau w 1777
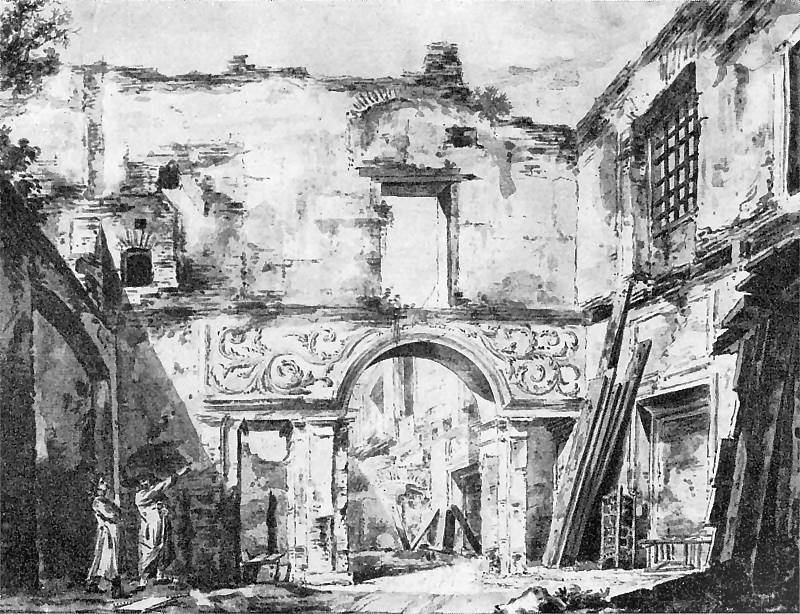
Widok ruin sali w pałacu Gozdzkich według Vogla
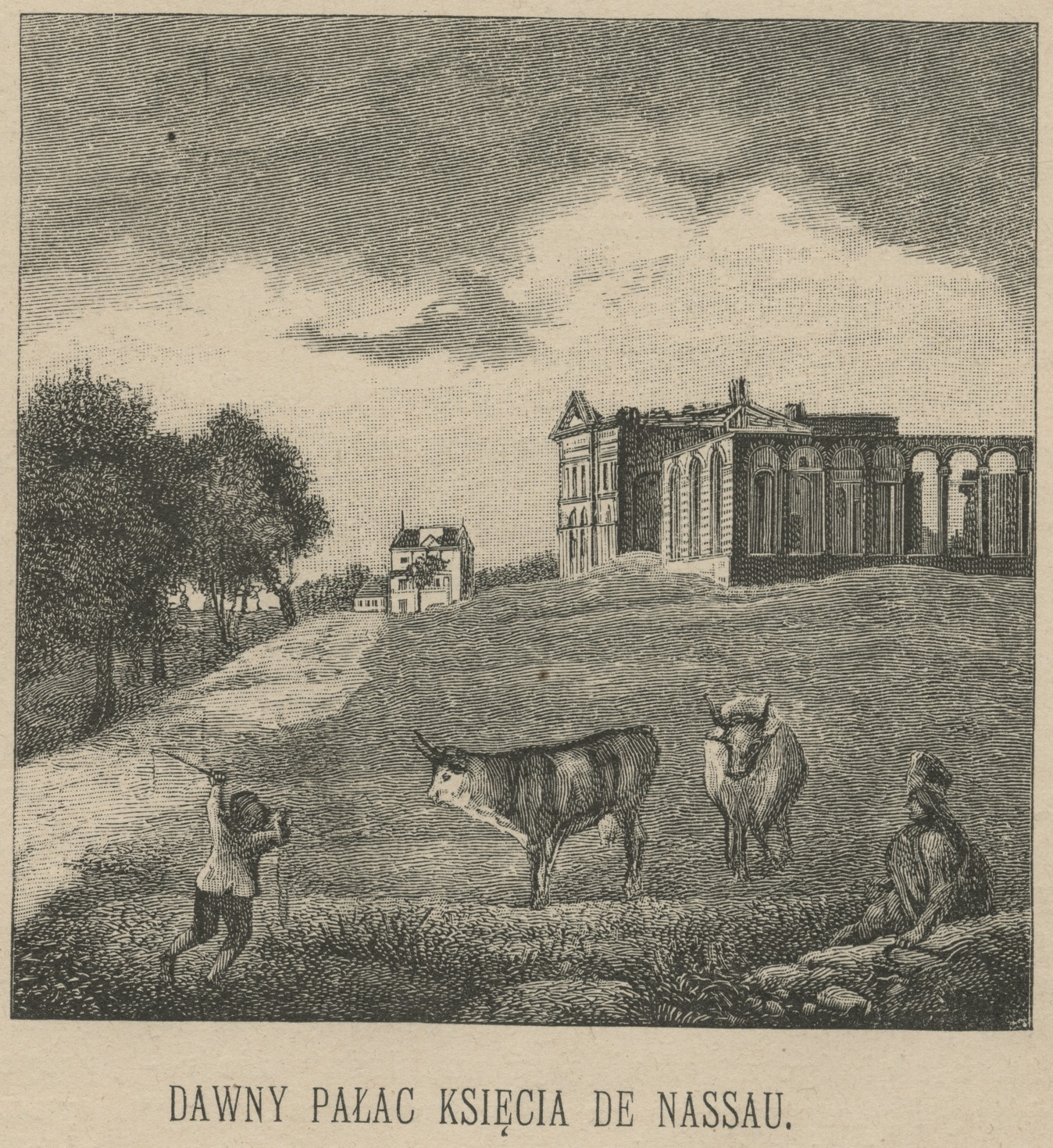
Ruiny pałacu księcia de Nassau w 1892
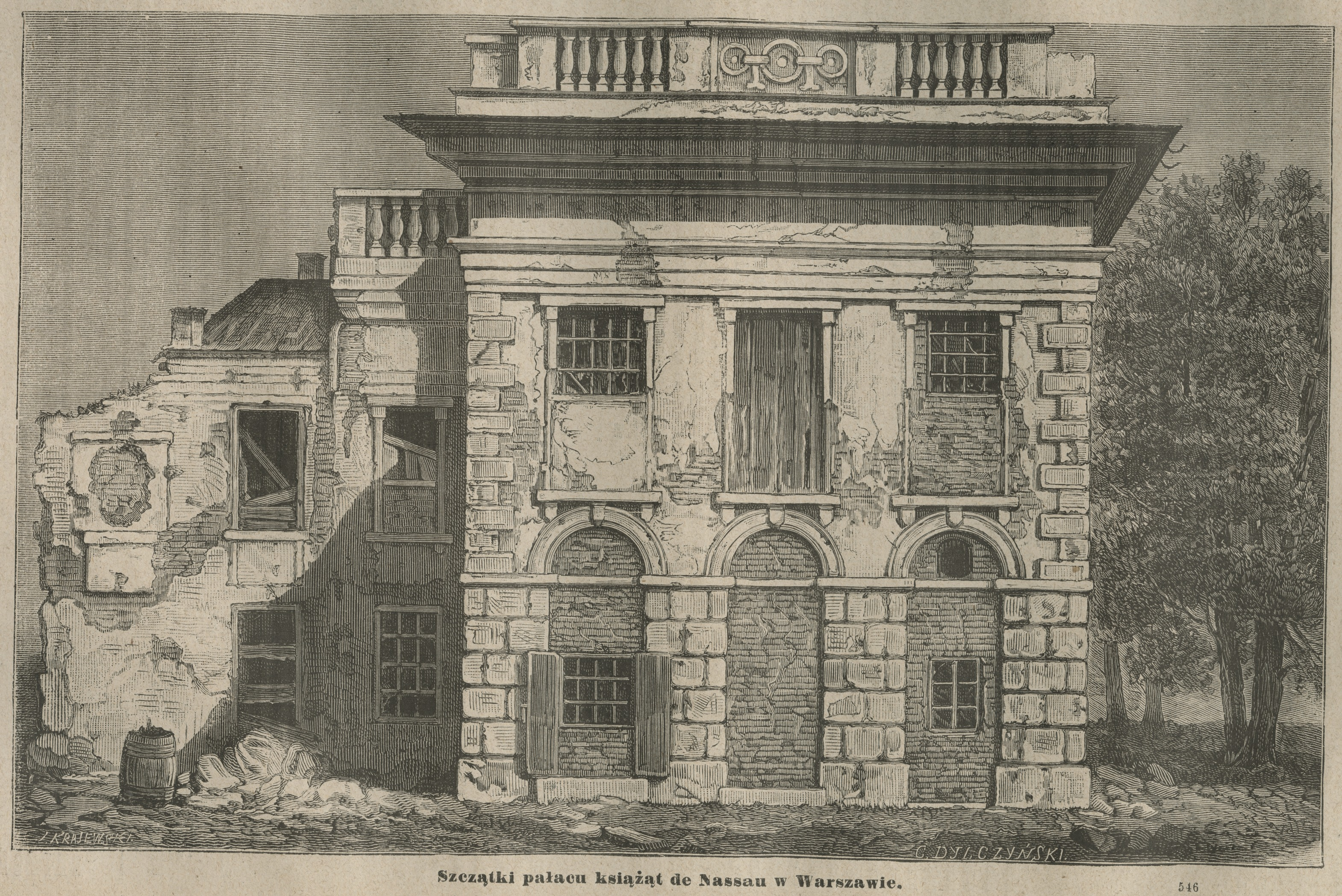
Ruiny pałacu Gozdzkich (de Nassau) na Dynasach w 1880
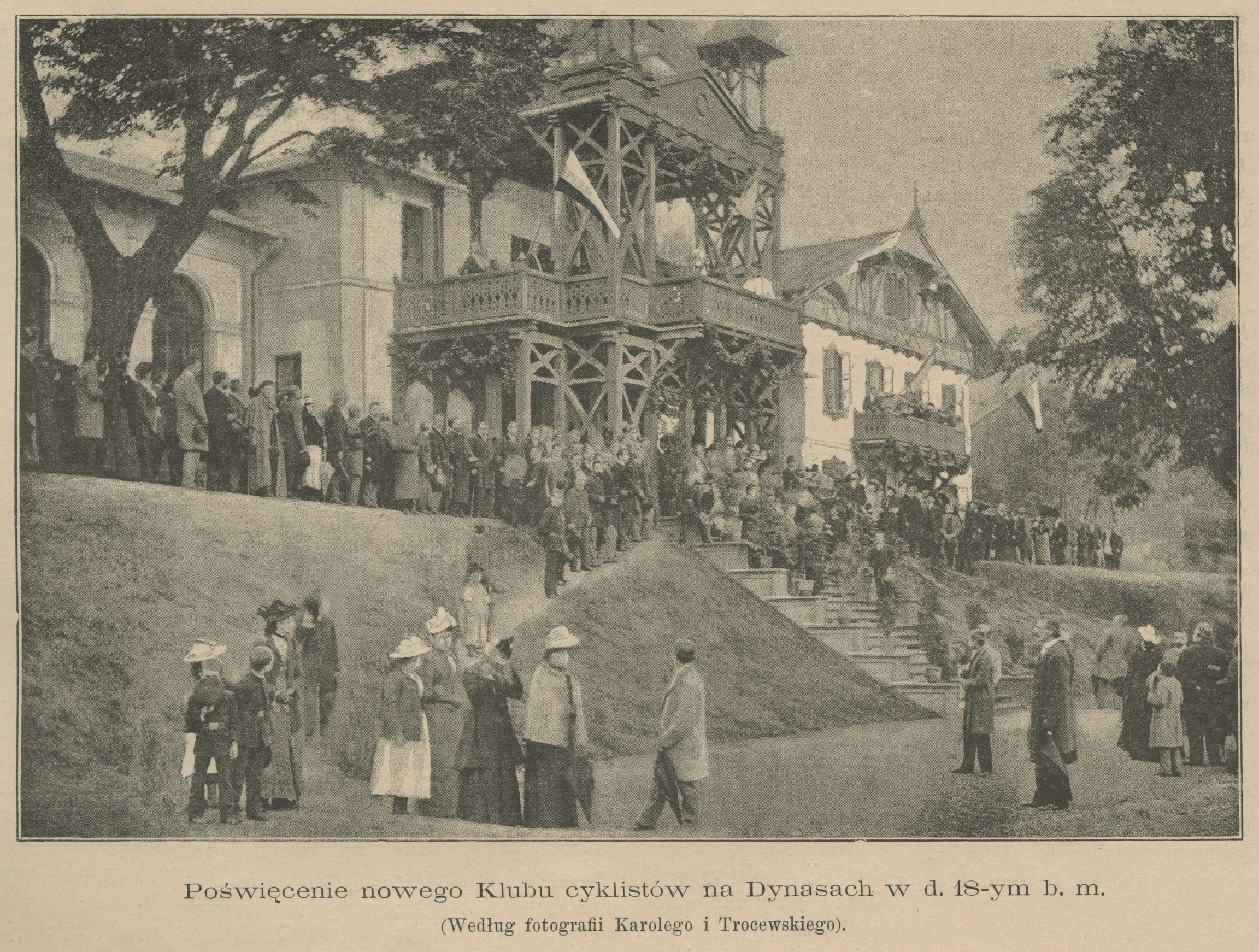
Poświęcenie Klubu cyklistów na Dynasach
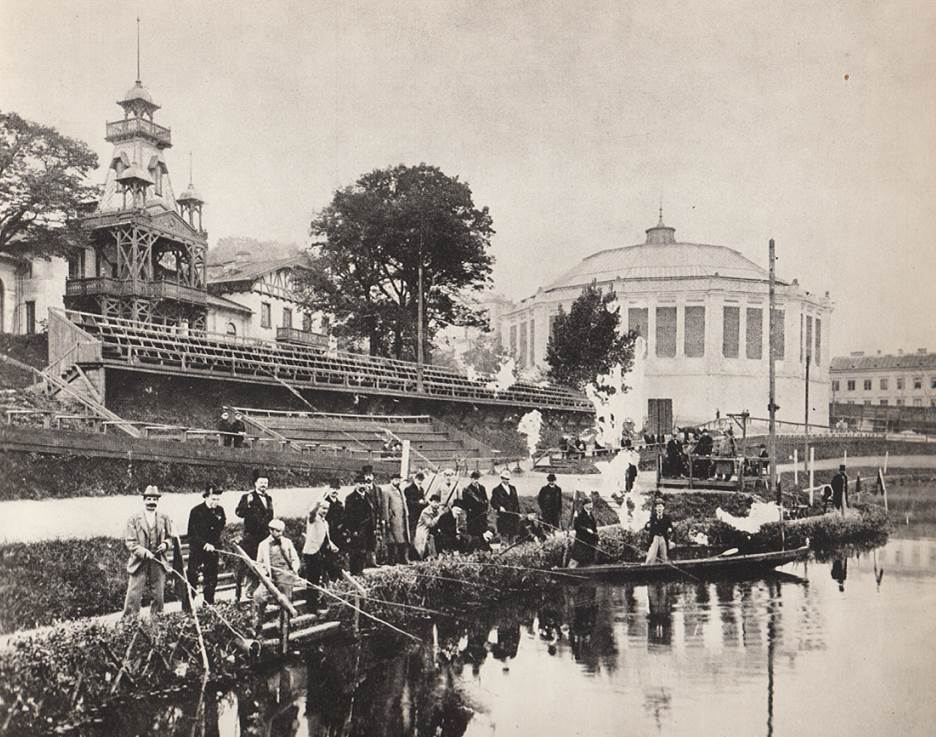
Tereny Warszawskiego Towarzystwa Cyklistów w 1897. Po prawej widoczna rotunda wystawowa
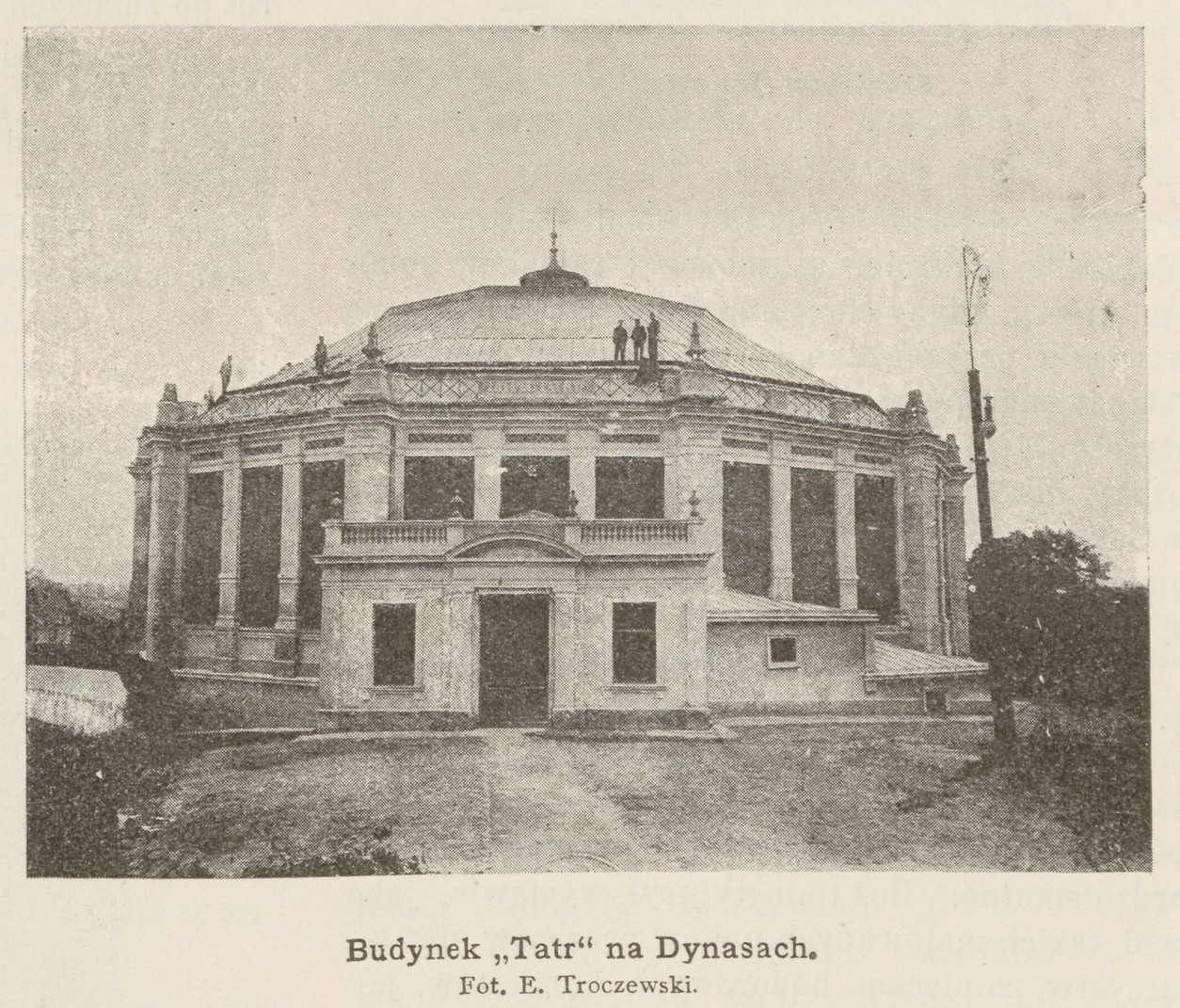
Budynek „Tatr” na Dynasach
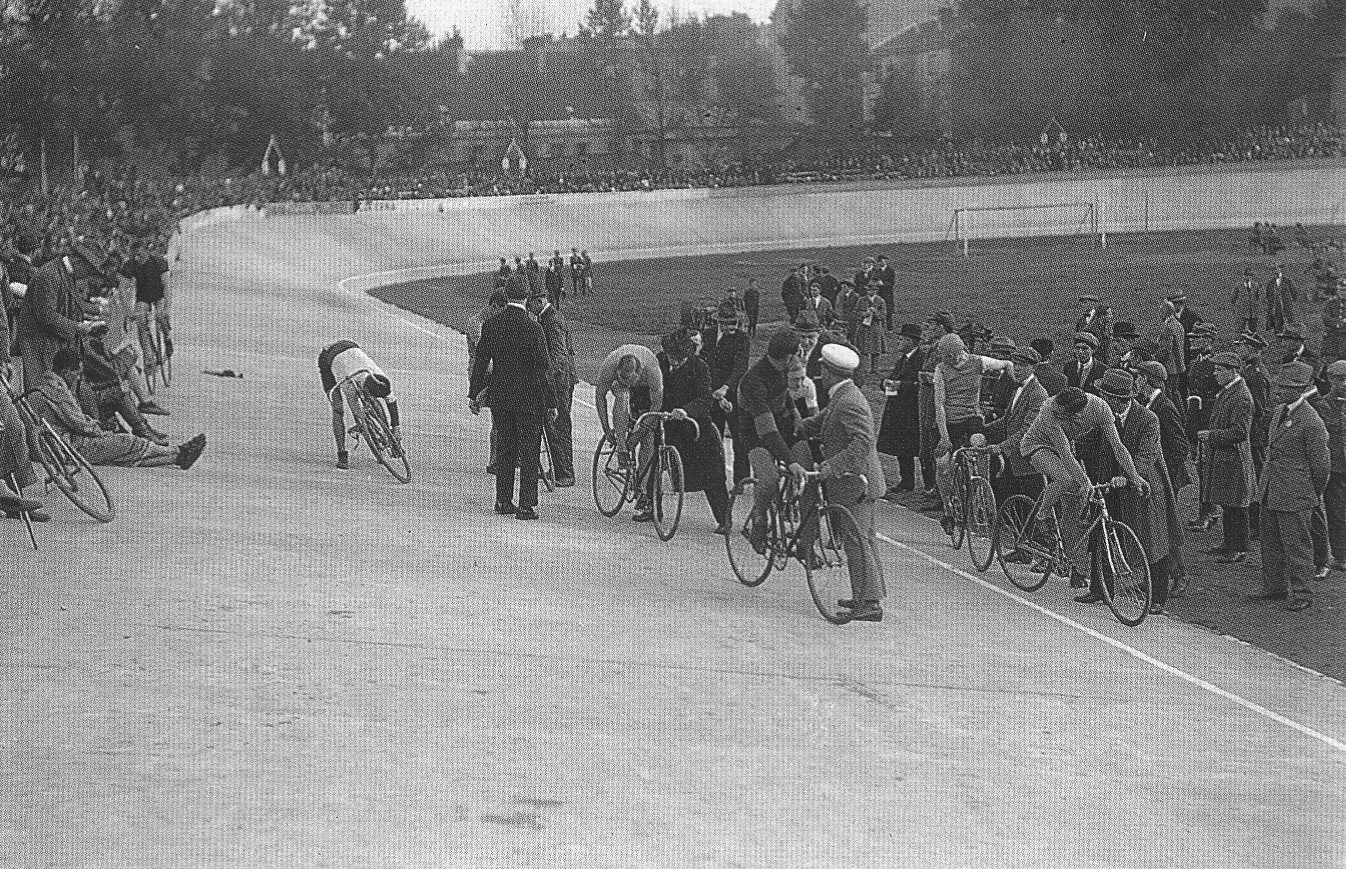
Wyścig kolarski na torze na Dynasach w okresie międzywojennym